# Kościół Opatrzności Bożej w Ostrowi Mazowieckiej
Kościół Opatrzności Bożej w Ostrowi Mazowieckiej – rzymskokatolicki kościół parafialny należący do parafii pod tym samym wezwaniem (dekanat Ostrów Mazowiecka – Wniebowzięcia Najświętszej Maryi Panny diecezji łomżynskiej).
Budowa kościoła według projektu architekta Adama Radomskiego z Ostrowi Mazowieckiej została rozpoczęta we wrześniu 2010 roku. Kamień węgielny wmurował Biskup Łomżyński Janusz Stepnowski w dniu 11 marca 2012 roku. Świątynia pobłogosławiona została w dniu 10 maja 2018 roku przez wspomnianego wcześniej biskupa.